# Гуральский, Александр Петрович
Александр Петрович Гуральский (12 сентября 1971) — советский и украинский футболист, полузащитник.

## Игровая карьера
Воспитанник киевского спортинтерната. Во взрослом футболе дебютировал в 16 лет, играя во второй лиге чемпионата СССР за «Подолье». В период с 1990 по 1991 годы выступал во второй команде московского «Динамо».
После распада СССР вернулся на Украину. Продолжил карьеру в «Темпе». Первый матч в высшей лиге: 6 марта 1992 года «Эвис» — «Темп», 1:0.
После шепетовской команды, играл в высшей лиге за «Металлург» (Запорожье), «Торпедо» (Запорожье) и СК «Николаев».
В 1998 году играл в России за «Иртыш» (Омск), с 1999 по 2000 год — в Казахстане за «Синтез», дважды менявший за это время название. В 2005 году находился в составе клуба «Болат-МСК».
В 2008 году в составе николаевского «Бастиона» стал обладателем Суперкубка Украины среди ветеранов (после 35 лет).

## Карьера в сборной
В 1987 году играл за юношескую сборную СССР (до 16 лет).
В 1988 году в Москве, в составе сборной Украинской ССР (юн. 1971—1973 г. р.) становился победителем турнира «Кубок Надежды».